# گمریگهایم
گمریگهایم (به آلمانی: Gemmrigheim) یک شهر در آلمان است که در لودویگزوبورگ واقع شده‌است.

## خصوصیات
گمریگهایم ۳٬۹۹۶ نفر جمعیت دارد.

## خواهرخوانده
شهر Trigono خواهرخواندهٔ گمریگهایم هست.